# Anjouovské vévodství
Anjouovské vévodství (francouzsky Duche d'Anjou) neboli Vévodství Anjou bylo dědičná monarchie a feudální panství ve Francouzském království. V roce 1360 bylo povýšeno z hrabství na vévodství a ještě později přeměněno na provincii v severní Francii. Historicky prvním vévodou z Anjou se stal Ludvík I. (vládl 1360–1384), druhý syn Jana II. Francouzského. Posledním vévodou z Anjou byl francouzský král Ludvík XVIII. Od roku 1883 formálně užívají titulu vévody z Anjou španělští Bourboni (dynastie Bourbon-Anjou).
Rozloha vévodství byla cca 8 000 km². Hlavní město bylo Angers. Velká část území se dnes nachází v departementu Maine-et-Loire a v části departementů Indre-et-Loire, Mayenne, Sarthe a Deux-Sèvres.